# Nydalen Station (jernbane)
|  | For T-banestationen af samme navn, se Nydalen Station. |
Nydalen Station (Nydalen stasjon eller Nydalen holdeplass) er en jernbanestation på Gjøvikbanen i Norge. Den ligger i bydelen Nordre Aker i Oslo i nærheden af mange kontorarbejdspladser. Desuden ligger Ring 3 i nærheden.
Stationen, der kun består af en perron med læskur, åbnede 18. november 1946 og har aldrig haft personlig betjening. Den har traditionelt været en af de mindre på Gjøvikbanen og blev således ikke betjent af Bergenstoget, da det gik denne vej. I 2009 havde stationen dog ca. 2.800 passagerer om ugen, hvilket var mere end en fordobling i løbet af de tre-fire foregående år.
I 2009 blev stationen opgraderet af Jernbaneverket. Den gamle træperron var lav, lå i kurve og var i så dårlig stand, at Jernbaneverket måtte bygge en ny. Den nye perron ligger 100-150 meter syd for den gamle perron og ikke længere i kurve. Den nye station der derved opstod er udformet efter moderne principper med en længere perron og bedre tilgængelighed. Betonperronen er 170 meter lang og har en højde på 76 cm over skinneoverkanten. Desuden kom der nyt læskur, bænke, nyt højtaleranlæg og belysning. I foråret 2010 blev der endvidere etableret cykelparkering. Den nye station kostede 22 mio. NOK, inklusive et bidrag på 4 mio. NOK fra Oslopakke 2. Hovedentreprenøren var Mesta AS.